# Grande incendio di Tartu
Il grande incendio di Tartu ebbe luogo nel 1775 a Tartu e distrusse gran parte della città che oggi si trova in Estonia, ma all'epoca dei fatti era parte dell'Impero russo. L'incendio distrusse il centro della città.

## Storia

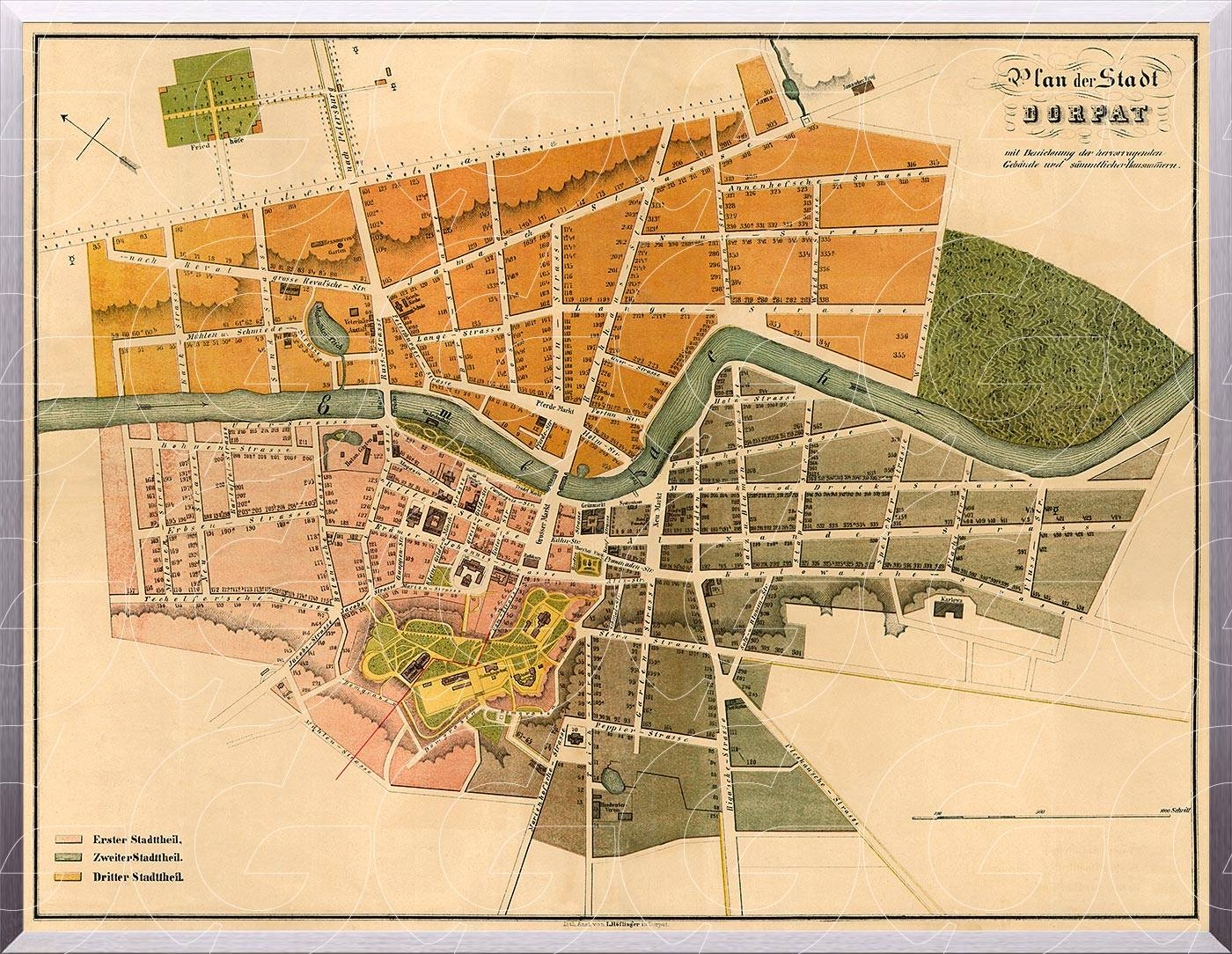
Tartu nel 1870 dopo la ricostruzione della città

Tartu perse la maggior parte dei suoi principali edifici in pietra quando furono fatti saltare in aria su ordine di Pietro il Grande, lo zar russo, nel 1707 per evitare che gli svedesi utilizzassero la città come base militare durante la Grande guerra del Nord. Finita la guerra, la popolazione tornò a Tartu e per il disperato bisogno di case e per la mancanza di risorse creò una grande varietà di edifici in legno. Inoltre lo zar aveva dato ordine che nessun edificio in pietra dovesse essere costruito, eccetto che a San Pietroburgo, la nuova capitale russa.
Il primo grande incendio si verificò nel 1763 e l'anno successivo la ricostruzione ebbe luogo grazie a Caterina la Grande. È importante sottolineare che Caterina successivamente diede l'ordine di costruire un ponte di pietra sul fiume.
Il "Grande Incendio" si verificò nel 1775 e prese avvio da via dei Cavalieri, vicino alla Chiesa di San Giovanni. Un forte vento permise al fuoco di diffondersi da un edificio all'altro; i ponti di legno permisero al fuoco di attraversare il fiume per fare ulteriori danni. Quasi 200 edifici in legno e oltre 40 edifici in pietra furono distrutti. La città fu ulteriormente danneggiata di proposito, per creare fasce tagliafuoco, abbattendo diciotto edifici.
Alla fine dell'incendio rimasero solo 160 edifici con soli 40 nell'ex centro della città dei quali la maggior parte era a nord della città. Casa Uppsala che si trova vicino alla Chiesa di San Giovanni è uno dei pochi edifici rimasti in piedi dalla data dell'incendio. Alcune delle sue travi sono stati datate al 1750. Dopo l'incendio, la città fu ricostruita interamente secondo linee neoclassiche russe. La prima pietra del Municipio di Tartu fu posta nel 1782 e sotto la direzione di Johann Heinrich Bartholomäus Walther l'edificio fu completato.